# Yazıcık
Yazicik es una ciudad en el distrito de Niksar de la provincia de Tokat .

## historia
El nombre de la ciudad se menciona como Geyran en los registros otomanos de 1530.. En los documentos del censo de 1916 del período otomano, se ve que los turcos y la minoría griega cristiana vivían en el pueblo de Geyran. Había 134 hogares en el pueblo y su población es de 945. El asentamiento, cuyo nombre fue cambiado a "Yazıcık" en 1960, fue publicado en el Boletín Oficial del 23 de junio de 1976 con el número 15625, 3er Consejo de Estado. Obtuvo el estatus de ciudad con el Decreto tripartito por decisión del Departamento de fecha 29.04.1976 y número 1976/297-303.  El estado municipal de Yazicik expiraba en 2013, cuando su población se redujo a menos de 2000 personas. Sin embargo, como resultado de la unificación administrativa, la ciudad se salvó del cierre cuando su población superó los 2000 a finales de año.

## Geografía
Bahía; Quedaba a 70 km del centro de la ciudad de Tokat ya 25 km del centro del distrito de Niksar. El Municipio se esfuerza por abrir las tierras altas de Karaçam, Düden y Laldız, que son las tierras altas de la ciudad de Yazıcık, al turismo. En la ciudad de Niksar Yazicik, hay una cantidad sustancial de mina de bentonita fundida y tierra blanqueada. La mayor parte y casi toda la tierra de Yazicik Town consiste en una mina de suelo de bentonita.

## Población
| Datos de población de la ciudad por año | Datos de población de la ciudad por año |
| --------------------------------------- | --------------------------------------- |
| 2020                                    | 2,900                                   |
| 2015                                    | 2,431                                   |
| 2014                                    | 2,422                                   |
| 2013                                    | 2.306                                   |
| 2012                                    | 2,399                                   |
| 2011                                    | 1980                                    |
| 2010                                    | 2,092                                   |
| 2009                                    | 2106                                    |
| 2008                                    | 1988                                    |
| 2007                                    | 2,143                                   |
| 2000                                    | 3,366                                   |
| 1990                                    | 3,651                                   |
| 1985                                    | 2,035                                   |
| 1960                                    | 1,869                                   |
| 1935                                    | 1,395                                   |
| 1916                                    | 945                                     |

## Administración

### la oficina del alcalde
Tuncer Uzunoğlu fue elegido alcalde de Yazicik por 8 mandatos consecutivos.
| año elegido | alcaldes                |
| ----------- | ----------------------- |
| 2019        | Tuncer Uzunoglu ( CHP ) |
| 2014        | Tuncer Uzunoglu ( CHP ) |
| 2009        | Tuncer Uzunoglu (BĞMSZ) |
| 2004        | Tuncer Uzunoglu (BĞMSZ) |
| 1999        | Tuncer Uzunoglu (BĞMSZ) |
| 1994        | Tuncer Uzunoglu (BĞMSZ) |
| 1989        | Tuncer Uzunoglu (BĞMSZ) |
| 1984        | Tuncer Uzunoglu (BĞMSZ) |
| 1977        | Halis Erkaslán (BGMSZ)  |